# Miquel Graneri i Magnet
Miquel Graneri i Magnet (Figueres, Alt Empordà 9 d'octubre de 1920) és un actor de teatre i de cinema català.

## Trajectòria professional

### Teatre
- 1951. ¡Cuánto cuento cuenta Mary! de Josep Maria Colomer i Miquel Junyent Armenteras. Estrenada al teatre Talia
- 1965. Un senyor damunt d'un ruc' de Joan Mas. Estrenada al teatre Romea de Barcelona.
- 1966. El metge imaginari de Hans Weigel, adaptació de Joan Capri i Xavier Regàs. Estrenada al teatre Romea de Barcelona.
- 1977. La cambrera és perillosa, original de Serge Veber. Estrenada al teatre Romea de Barcelona.

### Cinema
- 1949. Vida en sombras. Director: Llorenç Llobet-Gràcia.
- 1963. Young Sánchez. Director: Mario Camus
- 1964. La barca sin pescador. Director: Josep Maria Forn
- 1964. Vivir un largo invierno. Director: José Antonio de la Loma
- 1964. Crimen. Director: Miquel Lluch
- 1966. El primer cuartel. Director: Ignacio F. Iquino